# Alessandro Kirschner
Alessandro Kirschner (Padova, 20 gennaio 1972) è un compositore e direttore di coro italiano.

## Biografia
Laureato con il massimo dei voti e la lode in Discipline musicali (composizione contemporanea) presso il Conservatorio di Rovigo, ha studiato con Giorgio Pressato; dopo il diploma in pianoforte ed in musica corale e direzione di coro si è dedicato allo studio dell'organo e del canto gregoriano con Giovanni Feltrin. Ha approfondito lo studio della direzione corale con prestigiosi nomi internazionali come Werner Pfaff, Peter Neumann, Gary Graden.
Ha diretto il Coro polifonico Mortalisatis con il quale è stato finalista nel 2002 al Primo Festival della Coralità Veneta, ed ha ottenuto il Terzo premio nella categoria polifonia d'autore al 41º Concorso Nazionale Corale "Città della Vittoria" di Vittorio Veneto, aggiudicandosi anche il premio speciale come miglior direttore. Con il Coro Mortalisatis ha vinto nel 2006 il Gran Premio Marcacci .
Attualmente dirige il coro "Caterina Ensemble".
Collabora col coro di voci bianche del conservatorio "C. Pollini" di Padova, e pubblica sue composizioni e saggi nelle riviste L'Offerta Musicale  Archiviato il 30 gennaio 2009 in Internet Archive. e La Cartellina. È membro della commissione artistica dell'ASAC.
Intensa anche la sua attività pianistica sia come didatta che come concertista; nel 1996, come componente di un duo pianistico, ha vinto il secondo premio nel concorso pianistico nazionale "Città di Ravenna".
Attualmente è docente di Teoria e Solfeggio presso l'Istituto Superiore di Studi Musicali di Lucca .
Dal 2009 insegna presso il Conservatorio di Musica Cesare Pollini di Padova decifrazione della partitura e ear training agli studenti del corso di tecnico di sala di registrazione.
Dal 2009 dirige il Caterina Ensemble di Padova .

## La sua produzione
Autore di musiche di scena per diversi spettacoli teatrali, ha avuto incarichi per orchestrazioni e trascrizioni da diverse istituzioni ("Teatro Sociale" di Rovigo, I "Solisti Veneti"). Ha collaborato con I Solisti Veneti come assistente. 
Come compositore si dedica particolarmente alla musica vocale, tra i suoi brani più eseguiti vi è il "Trittico italiano", tre brani per coro misto a cappella con i quali nel giugno del 2000 ha vinto il Primo premio al Concorso di Composizione ed Elaborazione Corale "Città di Biella". È inoltre autore di numerosi brani per coro di voci bianche.
Tra le composizioni strimentali si ricordano il "Notturno" per due clarinetti e due fagotti, "Al crepuscolo" per fagotto e orchestra d'archi, il "Quintetto per fiati", il quartetto d'archi "Come neve che cade", "Silenzi e giganti".

Nel gennaio 2000 ha debuttato al "Teatro Sociale" di Rovigo con la sua opera breve in un prologo e tre quadri "La villeggiatura in panchina"; nel giugno del 2002 è stata inoltre rappresentata a Modena la sua opera breve per ragazzi "La storia di un raggio di stella".

Sue composizioni sono edite da "Pizzicato" (Udine) e "Edizioni Musicali Carrara" (Bergamo); come compositore collabora con la rivista di musica corale e didattica "La Cartellina".